# Andrzej Kosiorowski
Andrzej Kosiorowski (ur. 16 lutego 1935, zm. 29 października 2012) – polski dziennikarz sportowy, autor publikacji w zakresie historii sportu regionalnego.

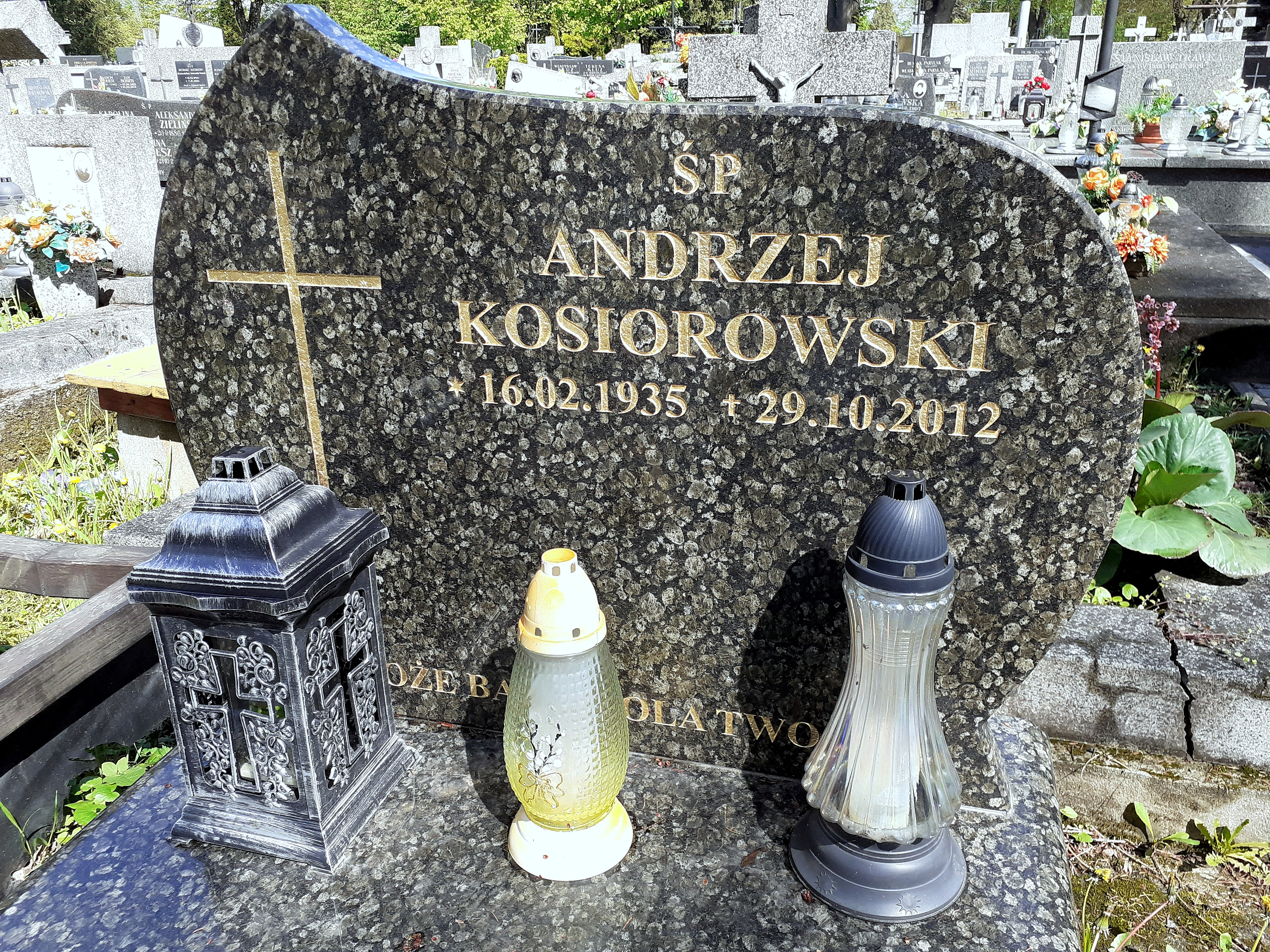
Nagrobek Andrzeja Kosiorowskiego

## Życiorys
Urodził się 16 lutego 1935. Od 1955 do 1995 był dziennikarzem „Nowin Rzeszowskich”, w których od końca lat 60. kierował działem sportowym i redagował poniedziałkowy dodatek „Stadion”. Był także współpracownikiem czasopism „Tempa”, „Przeglądu Sportowego”, „Super Nowości”, „Dziennika Polskiego”, „Sportu”. Pełnił funkcję prezesa oddziału Klubu Dziennikarzy Sportowych w Rzeszowie. Publikował także książki z zakresu historii sportu. Zdobywał medale na mistrzostwach Polski dziennikarzy w tenisie. W lipcu 1985 otrzymał Medal 40-lecia Polski Ludowej oraz nagrodę jubileuszową za 30 lat w RSW. Zmarł 29 października 2012. Został pochowany na cmentarzu Pobitno w Rzeszowie.

## Publikacje
- 30 lat FKS „Stal” Mielec (1970, z Janem Filipowskim)[4]
- Sport w Rzeszowie 1944–1969 (1971)[4]
- Przez cztery dziesięciolecia z Fabrycznym Klubem Sportowym „PZL-Stal” Mielec 1939–1979 (1979, z Janem Filipowskim)
- Sport rzeszowski (1980, z Ryszardem Niemcem)[4]
- Na olimpijskich szlakach – od Aten do Moskwy (1980)[4]
- Podkarpacie na olimpijskim szlaku (2002)[4]
- Resovia 1905–2005 (2005)[4]
- 60 lat podkarpackiej siatkówki (2006, z Andrzejem Kowalem)[4]
- Rzeszowski tenis wczoraj i dziś (2009)[4]